# Владикіно (станція МЦК)
Владикіно (рос. Владыкино) — зупинний пункт/пасажирська платформа Малого кільця Московської залізниці, яка обслуговує маршрут міського електропоїзда — Московське центральне кільце. Відкрита 10 вересня 2016 року.
Зупинний пункт розташовано в межах вантажної станції Владикіно-Московське. Знаходиться у Північно-Східному адміністративному окрузі на межі районів Відрадне і Марфино. На платформі є пересадка на однойменну станцію Серпуховсько-Тимірязєвської лінії метро.
Поруч з платформою має бути побудований однойменний транспортно-пересадний вузол. На станції заставлено тактильне покриття.

## Пересадки
- Метростанцію  Владикіно
- Автобуси: м2, 33, 53, 76, 154, 238, 259, 353, 524, с543, с585, 599, 637, т29